# Dr. Octagonecologyst
Az 1996-os Dr. Octagonecologyst Dr. Octagon (Keith Thornton) debütáló nagylemeze. Az albumon szerepel először Dr. Octagon karaktere, aki egy földön kívüli, időutazó gyilkos ginekolódus-tudós. Az album olyan stílusokat ötvöz egybe, mint a pszichedelia, elektronikus zene vagy a trip hop. Thronston szövegei gyakran absztraktak, szürrealisták, ellentmondóak, ifjúsági humorral fűszerezve.
Eladási eredményei nem voltak elegendőek arra, hogy egy mainstream-listára juttassák az albumot. Ennek ellenére több pozitív kritikát szerzett. Mára a hiphop egyik legjobb albumaként tartják számon és szerepel az 1001 lemez, amit hallanod kell, mielőtt meghalsz című könyvben is.

## Az album dalai
|     | Cím                                    | Szerző(k)                      | Producer          | Hossz |
| --- | -------------------------------------- | ------------------------------ | ----------------- | ----- |
| 1.  | Intro                                  | Nakamura                       | Dan the Automator | 1:16  |
| 2.  | 3000                                   | Thornton, Nakamura             | Dan the Automator | 3:20  |
| 3.  | I Got to Tell You                      | Thornton, Nakamura             | Dan the Automator | 0:48  |
| 4.  | Earth People                           | Thornton, Nakamura             | Dan the Automator | 4:58  |
| 5.  | No Awareness                           | Thornton, Nakamura, Collington | Dan the Automator | 4:25  |
| 6.  | Technical Difficulties                 | Thornton, Matlin               | KutMasta Kurt     | 2:57  |
| 7.  | General Hospital                       | Nakamura                       | Dan the Automator | 0:26  |
| 8.  | Blue Flowers                           | Thornton, Nakamura             | Dan the Automator | 3:17  |
| 9.  | A Visit to the Gynecologyst            | Nakamura                       | Dan the Automator | 2:20  |
| 10. | Bear Witness                           | Thornton, Nakamura             | Dan the Automator | 3:00  |
| 11. | Dr. Octagon                            | Thornton, Nakamura, Collington | KutMasta Kurt     | 4:37  |
| 12. | Girl Let Me Touch You                  | Thornton, Nakamura             | Dan the Automator | 3:40  |
| 13. | I'm Destructive                        | Thornton, Nakamura             | Dan the Automator | 3:25  |
| 14. | Wild and Crazy                         | Thornton, Nakamura             | Dan the Automator | 4:27  |
| 15. | Elective Surgery                       | Thornton, Nakamura             | Dan the Automator | 0:52  |
| 16. | On Production                          | Thornton, Nakamura, Collington | Dan the Automator | 2:45  |
| 17. | Biology 101                            | Thornton, Nakamura, Collington | Dan the Automator | 5:01  |
| 18. | Earth People (Earth Planet Mix)        | Thornton, Nakamura             | Dan the Automator | 4:42  |
| 19. | Waiting List (DJ Shadow/Automator Mix) | Thornton, Nakamura             | Dan the Automator | 11:35 |

## Közreműködők

### Zenészek
- Kool Keith – ének, szöveg
- Andy Boy – gitár
- Phil Bright – basszusgitár, gitár
- C-Note – vox orgona
- Joe des Cee – vokál
- DJ Q-Bert – scratching, DJ
- Whoolio E. Glacias – vox orgona
- Sweet-P – vox orgona

### Produkció
- Dan the Automator – producer, keverés, mastering
- Gordon Chumway – második hangmérnök
- Pushead – illusztrációk
- Mark Senasac – mastering

## Fordítás
Ez a szócikk részben vagy egészben a Dr. Octagonecologyst című angol Wikipédia-szócikk ezen változatának fordításán alapul.  Az eredeti cikk szerkesztőit annak laptörténete sorolja fel. Ez a jelzés csupán a megfogalmazás eredetét és a szerzői jogokat jelzi, nem szolgál a cikkben szereplő információk forrásmegjelöléseként.